# Stellenbosch Golf Club
De Stellenbosch Golf Club is een golfclub in Stellenbosch, Zuid-Afrika. De club is opgericht in 1956 en heeft een 18-holes golfbaan met een par van 72.

## De baan
In de eerste jaren na de oprichting, was het een 9 holesbaan, dat uiteindelijk uitgebreid werd tot een 18 holesbaan. De golfbaan is bijna volledig omgeven door wijngaarden.
De golfbaan werd ontworpen door de golfbaanarchitect Ken Elkin. De fairways en de tees zijn beplant met kikuyugras, een tropische grassoort, en de greens met struisgras.
Voor het kampioenschap is de lengte van de baan voor de heren 6393 m en de par is 73.

## Golftoernooien
- South African Masters: 1986-1990
- Vodacom Origins of Golf Tour: 2010